# Puerto Blanco Mountains
Die Puerto Blanco Mountains sind ein Gebirge im Pima County im Süden des US-Bundesstaates Arizona nahe der Grenze zu Sonora, Mexiko. Sie liegen im Organ Pipe Cactus National Monument und sind durch den Puerto Blanco Drive erschlossen, welche eine beliebte unbefestigte Straße durch den Park ist. Der höchste Punkt des Gebirges ist der Pinkley Peak mit 959 m.
Im Süden schließen sich die Sonoyta Mountains, im Norden die Bates Mountains und im Westen die Cipriano Hills an.